# 日本沉沒
《日本沉沒》（日语：／ Nihon Chinbotsu），是一本於1973年出版、由小松左京著作的日本科幻小說。為第27回日本推理作家協會賞、第5回星雲賞日本長篇組的得獎作品。
同年東寶將之拍攝成電影，結果大大轟動了日本社會，也成為了災難電影熱潮的先驅者。東京廣播公司於2006年將電影翻拍。另外，本作品也被改編製作成特攝電視劇、漫畫、廣播劇及網絡動畫。

## 故事簡介
田所雄介博士是一位地球物理學家。他直覺地認為，根據地震的觀測數據，日本列島將會有災害發生，於是他便展開了調查。他與小野寺俊夫及助手幸長信彥助理教授一同乘坐潛水艇到達伊豆沖海底，發現海底出現異常的龜裂與亂泥流。田所繼續收集到的數據令他確信將會有災難發生，並得出唯一的一個結論。那就是「日本列島歷來最壞的情況——1年內的地殼變動導致大部分的陸地下沉到海中」了。
起初政府對這個結論抱着半信半疑的態度，後來猶豫了一段時間之後，便計畫發動「D計畫」——一個將日本國民及資產轉移到海外的方案。然而事態的發展正在以大大超出當初田所所估計的速度進行中。
各地相繼發生巨大的地震。幾乎停止了活動的休眠火山開始活躍起來。在已經被撕裂成碎塊的日本列島中，D計畫被拼命地推展……

## 小說
於1964年開始執筆、歷時9年完成。起初預定以有數本書的長篇小說形式出版，但後來出版社希望把故事縮短，因此最後變成以上下卷的形式出版，也因而受到文摘的批評。
小說的上下兩卷於1973年由光文社（光文社屬下專門推出新小說的品牌）同時出版。起初每卷發行3萬本，但後來隨着版數的增加，發行量也隨之而增加。發行的數量增加至上卷的204萬本及下卷的181萬本、合計385萬本，因而獲得了「空前的大暢銷書」的評價。小松也因此獲得了1億2千萬日圓的收入，亦躋身世界文壇百萬富翁排名的頭5位。
在小說成為最暢銷書籍後，小松的知名度提升了，也直接地提高了科幻小說在日本的滲透程度。本作成為暢銷書的背景，是在日本戰後經濟奇蹟的經濟高速增長告一段落、被稱為“1973年的狂亂物價”的通貨膨脹，以及石油危機等導致社會不安的環境。科幻小說的熱潮也因此躋身於諾查丹瑪斯熱潮、末日論熱潮、超能力熱潮等眾多熱潮中的其中一環。
在1976年，儘管小說只被Michael Gallagher摘譯了大概三分之一，在美國仍以『JAPAN SINKS』為書名被出版了。
從前日本人還是一支游牧民族時，已經把主題佈局好，而日本沉沒的舞台設定，有說是因為日本人對地球物理學的關心而暗地裡湧出來的。另外，本來第2部的構思（暫名為『日本漂流』），講述日本人成為難民並分散到世界各地。但在下卷最後之處標寫着「第1部・完」出版後，作者已經長時間沒有再執筆了。

### 第二部
『日本沉沒 第二部』，配合作品在2006年的再度電影化，以與谷甲州共同著作的形式，於2006年7月出版。
在一個電視節目的對談中，當被問及關於續集的構思時，小松左京回答時，說「曾考慮過『日本沉沒時，被大量噴發出來的火山灰使整個地球變得寒冷，世界每個角落的糧食都不夠。在如此情況下，目前分散在世界各地的日本民族會變得怎麼樣呢？』這樣的構思，但從近期類似情況的火山爆發的現象來看，這樣的主題太過現實了，導致寫作之筆無法推展」。而在第2部中，「地球寒冷化」與「日本人的未來」這兩個主題同樣重要。
『日本沉沒』自執筆開始後，於『SF雜誌』中連載。而比『日本沉沒』更早出版（1966年），小松左京的另一部長篇科幻小說代表作（無盡漂流的終點），則觸及了當未來的日本人在未來失去自己國土時的情況。
後來，以小松及仰慕他的年輕一輩科幻小說作家（谷甲州及森下一仁等人）為首的作家展開著作續集的計畫。參與有關計畫的人就「沉沒後殘存的日本人與地球，接下來的命運將會怎麼樣」這議題交換意見，由小松整理好後成為小說的基礎情節。然而身為本作作家的小松已屆高齡，實際上描述「在日本沉沒後，日本人視亞洲地區為自己活躍的舞台、長久生活下去的地方」的寫作工作由谷甲州負責。

## 1973年電影
由東寶製作及發配，並作為新年假期的電影於1973年12月29日公映。東寶的製作人田中友幸在小說發行的同時閱讀作品，並獲授權將小說拍成電影。曾為黑澤明的作品當過主助導的森谷司郎被挑選為本電影的導演，而編劇則由同樣參與過黑澤的作品的橋本忍擔任。電影只花了短短4個月的時間來製作，但卻創下了約880萬名觀眾、發配收入約20億日圓的驚人紀錄。監督着特殊攝影的中野昭慶在亞洲電影節中獲得了特殊效果獎這樣的好評。本作的成功，確立了森谷司郎日後執導『八甲田山』等電影大作的地位，也令東寶以類似本作的形式，製作如『諾斯特拉達姆士的大預言』、『被火摧毀的東京灣』、『地震列島』等一系列散發令人不安的大製作，直至1980年為止。
關於本作品，執導2006年翻拍版的樋口真嗣說是「自己希望有機會製作的電影作品」。另外，在樋口作為主要製作人員之一的動畫『冒險少女娜汀亞』中的一個島嶼沉沒的情節，其實就是向本電影致敬的情節。

### 製作人員
- 製作：田中友幸、田中收
- 原作：小松左京
- 編劇：橋本忍
- 音樂：佐藤勝
- 主助導：橋本幸治
- 導演助手：大河原孝夫
- 導演助手：淺田英一
- 特技監督：中野昭慶
- 導演：森谷司郎

### 特別製作人員
- 地球物理學（東大教授）：竹內均
- 耐震工學（東大教授）：大崎順彥
- 海洋學（東大教授）：奈須紀幸
- 火山學（氣象研究所地震研究部長）：諏訪彰
- 作家：小松左京

### 演員
- 田所雄介博士：小林桂樹 （國語配音：翁振新）
- 小野寺俊夫：藤岡弘（原名藤岡邦弘） （國語配音：楊曉）
- 阿部玲子：石田步（原名石田良子） （國語配音：程曉樺）
- 幸長信彥助教授：瀧田裕介
- 中田一成：二谷英明
- 邦枝：中丸忠雄 （國語配音：童自榮）
- 片岡：村井國夫
- 結城達也：夏八木勳
- 山城教授：高橋昌也
- 吉村秀夫：神山繁
- 渡老人：島田正吾
- 山本總理：丹波哲郎  （國語配音：尚華）
- 竹內教授：竹內均（實際上是飾演自己） （國語配音：施融）
- 其他：中村伸郎、地井武男、名古屋章、中條靜夫、加藤和夫、內田稔 等等

## 日本沉沒1999
1998年9月30日，松竹映畫於銀座東急酒店宣佈製作電影『日本沉沒1999』，並準備於1999年12月這個2000年的新年假期公映。大森一樹被委任為電影的導演。大森導演和小松左京是1995年阪神大地震的受災者，他們的這個經驗，以及從當時親眼目睹阪神大地震的年輕人的志願活動與互聯網獲得的資料，也會成為拍攝電影的材料，因此人們對小松在這套電影中所描述的年輕世代充滿期待。影像方面採用了活用CG到景象場面中的方針。其他製作人員還有光吉俊二、大原伸一等人。結果變成預計總製作費達12億日圓、發配收入目標為30億日圓的大製作。然而業績不振的松竹無法付出如此龐大的開支，最後松竹社長於1999年3月5日的記者會中表示「正在檢討」此電影的製作，而實際上電影製作的中斷變得明朗化了。
而2000年松竹於新年假期公映電影，變成大島渚導演的『御法度』。

## 2006年電影
2006年7月15日於日本公映。
- 與原作及前作比較，登場人物的設定及在故事中的角色有非常大的差別。
  - 在前作中，田所博士及山本首相是主角，而前小野寺與阿部之間的交往為次要情節；但在本作中，後者變成電影的主要部份。
  - 在原作中，小野寺是出身於神戶的，本作則設定成會津地方的造酒屋東主的兒子。相反地，阿部則變成出身於神戶，但後來因阪神大地震導致父母雙亡而到了位於東京的叔母那裡去。
  - 依社會環境的轉變，登場的女性角色變得更為重要：在原作等版本中的“軟弱的女孩”的阿部，變成在本作中的東京消防廳消防救助機動部隊隊員；而在政府中，於前線指揮執行抗災對策的是同為女性的鷹森大臣。
  - 田所博士的年齡比原作年輕，而且並非常常是學界的局外人，而且與鷹森大臣為已經離婚的夫婦。
  - 在原作中，因為作為學界的局外人的田所博士所提倡的「日本沉沒」理論是不合理的，因此當時被學界中人取笑。於是他必須找一些例如渡老人、幸長助理教授、邦枝、片岡、中田等有見識有實力的人合作。另外也描述了政府對「日本沉沒」這項資料的真確性感到苦惱。而在本作開頭，描述了學界中的最高權威（美國測量學會）認為「40年之內日本沉沒」，後來經過田所博士調查後，判別為1年之內沉沒。所以政府接受了「日本沉沒」的事實，因此不再需要描述渡老人的登場令政府感到苦惱這樣的情節了。雖然中田也有在本作中出現，但由原作等的情報學者變成本作的防衛連絡調整官。而福原教授，在原作中是比較文明論的教授。
  - 在原作及前作中，在故事的最後階段，日本政府與世界各國傾盡全力拯救日本人，但在本作中卻是一致的冷酷：例如政府首腦以“接納難民談判”為藉口匆忙地逃亡到海外、美國突然拋售日圓與日本國債、以及世界各國對接收日本難民表示為難，國民更進行反日遊行等。但是，在日本海溝埋設炸藥時，也有別的國家提供鑽探船進行協助。
  - 在原作中，因南關東地區發生強烈地震，死亡或失蹤250萬人（1973年電影版為360萬人），半年後東京因地面沉降，最終在多場暴雨後被水淹浸。而在本作中東京則是撤離所有居民後才被海嘯襲擊而淹浸。
  - 電影結尾的一幕，因成功炸斷地殼，日本列島僅沉沒一半，但已處於完全被破壞的狀態。

- 製作：「日本沉沒」製作委員會（東京廣播公司、東寶、SEDIC International、電通、J-dream、S-D-P、MBS、小學館、每日新聞社）
- 配給：東寶
- 合作：東京消防廳、獨立行政法人海洋研究開發機構（JAMSTEC）、東京大學地震研究所、防衛廳、陸上自衛隊、海上自衛隊、航空自衛隊、本庄市

- 本作也在2006年於韓國公映，並壓倒國內的電影成為票房首位。

### 製作人員
- 製作：濱名一哉
- 導演：樋口真嗣
- 特攝指導：神谷誠
- 特技統籌/副導演：尾上克郎
- 原作：小松左京
- 編劇：成島出、加藤正人
- 音樂：岩代太郎
- 主題曲：「Keep Holding U」（作詞作曲：久保田利伸、歌：SunMin thanX Kubota（久保田利伸））
- 特別製作人員：名古屋大學地球物理學、火山學教授山岡耕春

### 演員
- 小野寺俊夫：草彅剛
- 阿部玲子（東京消防廳消防救助機動部隊隊員）：柴崎幸
- 田所雄介博士：豐川悅司
- 結城達也：及川光博
- 避難的平民少女 倉木美咲：福田麻由子
- 結城的妻子：佐藤江梨子
- 山本尚之總理大臣：石坂浩二（特別演出）
- 野崎亨介內閣官房長官：國村隼
- 自衛隊的隊長：
- 鷹森沙織，文部科學兼危機管理責任大臣：大地真央
- 法務大臣：北村和夫
- 外務大臣：矢島健一
- 財務大臣：大口廣司
- 梅津誠吾防衛廳長官：石田太郎
- 統合幕僚長：並樹史朗
- 篠原學內閣參事官：松尾貴史
- 山城教授：加藤武
- 山城教授的女兒：安野夢洋子
- 山城教授的女婿：庵野秀明
- 福原教授：柄本明
- 齊藤博士：池田成志
- 小野寺俊夫的母親：長山藍子
- 小野寺俊夫的姐姐：和久井映見
- 阿部玲子的叔母：吉田日出子
- 阿部玲子的祖父：丹波哲郎（只有照片）（特別演出）
- 中田真一郎，防衛連絡調整官：遠藤憲一
- 京都的高僧：富野由悠季
- 美咲的母親：木村多江
- 小野寺的父母家的僱員：福井晴敏
- 田所博士的下屬：土佐信道（明和電機的代社長）
- 其他：前田愛、六平直政、津田寬治、花原照子

### 事態發展
- 靜岡縣駿河灣發生大地震，神奈川縣南部嚴重受災。
- 美國地質科學家與日本首相山本尚之及日本內閣成員開會時推斷，日本正被地殼裏一塊巨石拖進地幔裏，導致日本沉沒。機會率：30年內50%，50年內80%。預計日本將於40年後完全沉沒。首相山本尚之設立危機管理部，委任科學大臣鷹森沙織出任該部大臣，負責計劃把所有日本國民移送國外。
- 當日有份列席會議的科學家田所雄介發現，美國科學家的研究中沒有把甲烷的影響計算在內。在重新計算後發現日本如果開始沉沒的話，所花的時間只有338日，連一年都不夠。
- 北海道南部沿岸發生地震，十勝岳、富良野岳大規模爆發。
- 阿蘇山發生有觀測以來最大的爆發。阿蘇山附近的破火山口地區被完全摧毀。火山彈同時破壞了熊本市區，熊本城被摧毀。當時正飛往中國的政府飛機被火山熔岩擊中墜機，機上包括山本首相在內的所有人遇難。
- 長崎的妙見岳和國見岳爆發。
- 鹿兒島的櫻島火山爆發。
- 災害派遣命令發出後航空自衛隊的F4EJ從百里基地出發對各地進行偵測。
- 震中位于紀之川和吉野川的地震發生。之後與高知縣的通訊完全中斷。
- 青森湾西部沿岸、津輕山地、能代斷層陸續發生地震。
- 九州地方全境的通訊完全中斷。
- 東北地方斷斷續續地發生地震。斷層最大達到10米。
- 各地超市湧入大量人潮搶購物資，造成混亂。常磐自動車道等主要道路發生嚴重交通阻塞。各地機場擠滿準備飛往海外避難的旅客。JR等鐵路交通受地震影響，服務嚴重受阻。
- 政府在全國範圍内發表非常事態宣言。日本國内股市暴跌。各地銀行出現擠提。
- 野崎代理首相發表5年内日本完全沉沒的消息，並稱政府將立即開始疏散全體國民到海外避難。
- 中央構造線裂開，九州和四國兩島被分裂為南北兩半。
- 地殼板塊斷裂，北海道島南部被分裂。
- 京都府開始運出當地文物。
- 對於收容難民各國表現出爲難。至此因災害而死亡和失蹤共有3635万人，而已到海外避難的僅3340万人。
- 田所博士對鷹森大臣稱已找到可以使日本列島停止沉沒的方法，就是趕在中央地溝帶斷裂前埋設N2炸藥炸斷地殼。但操作難度極大。鷹森大臣為此開始準備。
- 島根縣的三瓶山在沉寂了2000多年后開始爆發。
- 石川縣南部、香川縣西部、京都府北部發生了震度7的地震、石川縣同時發佈海嘯警報。
- 受地震影響南海本線全線服務中斷。
- 因各地相繼發佈海嘯警報、僅横濱港和神戶港能繼續讓船隻進出。
- 各國鑽探船到位，開始埋設N2炸藥。
- 北海道函館市遭到巨大海嘯襲擊而被淹沒。
- 東京灣出現海嘯，東京都品川区和澀谷區在開閘後被淹沒。
- 各國開始接收難民，同時在美國、中國、英國、歐盟各國民間的反日情緒普遍上揚，相繼發生大規模的反對接收難民的示威遊行。轉移到海外的日本企業股價暴跌。美國開始抛售日元和日本國債。鷹森大臣稱美國曾答應給日本一年時間整頓國事，拋售行為違反先前約定。
- 小松飛行場和廣島機場因火山灰超出允許飛機升降的範圍而停止使用。
- 以靜岡縣天龍川河口，長野縣諏訪湖，新潟縣糸魚川為震央的多震央地震發生。規模7.4以上。已被淹浸的東京出現震度6強的搖晃，危機管理中心被嚴重破壞，無法再使用，需要轉移設施。日本皇室飛往瑞士避難。
- 大阪、奈良、京都和名古屋等大城市陸續被淹沒。富山縣魚津港出現巨大海嘯，襲擊準備登船撤離的災民。
- 日本列島已被扯裂成碎塊，各地火山頻繁噴發。仍滯留在日本各地的災民撤離城市，徒步前往山地。朝鮮半島靠近日本的沿岸地區亦因地殼變動的影響而受災。中央地溝帶準備斷裂。富士山即將爆發。

### 結尾
- 虛構的武器N2炸藥的使用是本作中非常重要的一點。
  - 在早期的設定中原計劃是使用核武器炸斷地殼，但製作方之一的TBS對「使用核武器」的設定表示有所保留。因此後來改為虛構出一種有與核武器相同破壞力，但無核污染的武器，並稱之為N2炸藥。
- 與原作不同的是，本作中結城和小野寺為拯救日本而相繼犧牲。相反在原作及1973電影版中與日本列島共存亡的田所博士，在本作結局生還。
- 在原作等結局伴隨中央地溝帶斷裂和富士山的噴發後，日本近乎完全沉沒。但在本作中使用N2炸藥成功炸斷地殼阻止沉沒繼續，日本最終只沉沒了一半。鷹森大臣因在救災過程功勳卓著，被推舉代表日本政府，向仍滯留日本以及已經前往世界各地避難的國民宣布危機已經解除。

## 1974年電視劇
從1974年10月6日到1975年3月30日為止，東京廣播公司的系列局於週日晚上8時播放了合共26集的電視劇。
在故事的中段發生了大地震，引致出現嚴重的損毀，但東京直到最後一刻都安然無恙。也有只在電視劇裡出現的情節展開，而電視劇的最後一幕也與小說及電影有非常明顯的分別。

### 製作人員
- 計劃：田中友幸
- 監製：齊藤進、小倉齊、橋本洋二、安田孝夫
- 導演：長野卓、金谷稔、福田純、西村潔、山際永三、真船禎
- 編劇：山根優一郎、石堂淑朗、長坂秀佳
- 音樂：廣瀨健次郎
- 主題曲：『明日之愛』（作詞：山口洋子、作曲：筒美京平）

### 演員
- 小野寺俊夫：村野武範
- 阿部玲子：由美かおる
- 田所雄介博士：小林桂樹
- 幸長信彥助教授：細川俊之（中途辭演）
- 中田一成秘書官：黑澤年男
- 邦枝助教授：山本圭
- 結城達也：橋本功
- 山城教授：佐佐木孝丸
- 野末技官：佐原健二
- 松川總理大臣：山村聰
- 吉村秀夫：仲谷昇
- 辰野記者：田中邦衛
- 渡老人：中村雁治郎（第2代）
- 秋本夫妻（公寓的管理人）：鳳啟助、京唄子
- 其他：丹阿彌谷津子、澤田亞矢子、岡本信人、穗積ぺぺ 等等

- 旁述：內藤武敏

## 2021年電視劇
TBS電視台於2021年10月起播出的周日劇場，由小栗旬主演。台灣由KKTV自10月11日起，每週一更新。

## 廣播劇

### 日本放送電台版
與電視劇版推出的同一時期，由日本放送電台播放。
- 小野寺俊夫：江守徹
- 阿部玲子：太地喜和子

### NHK廣播連續劇版
NHK廣播連續劇（1980年於NHK-FM的「連續立體聲小說」節目中播放、及後再於AM中重播）
- 編劇：津川泉

- 小野寺俊夫：鹿賀丈史
- 阿部玲子：島村佳江
- 田所博士：宮口精二
- 其他演員：巖金四郎、川久保潔、久米明、久松保夫
- 旁白：小林恭治
- 音樂：第一號交響曲（西貝流士）

## 網絡動畫
2020年7月9日，Netflix上架《日本沉沒2020》，共10話，中国大陆于同日18时在AcFun独播。描繪虛構的2020年東京奧運閉幕後，日本發生巨大地震的故事。
而在上架前，編劇吉高寿男已撰寫改編小說，由文春文庫出版。

### 配音
- 武藤步 - 上田麗奈[6]
- 武藤剛 - 村中知[6]
- - 佐佐木優子[6]
- 武藤航一郎 - 寺杣昌紀[6]
- 古賀春生 - 吉野裕行[3]
- 三浦七海 - 森奈奈子[3]
- - 小野賢章[3]
- 疋田国夫 - 佐佐木梅治[3]
- 室田叶惠 - 鹽田朋子[7]
- 浅田修 - 濱野大輝[7]
- - George Cockle[7]
- 大谷三郎 - 武田太一[7]

### 製作人員
- 原作 - 小松左京「日本沉沒」[6]
- 執行製片人 - 勝股英夫、佐藤光紀、中澤敏明、香田哲朗、湯浅政明、星野晃志、小原康平、高橋武生
- 製片人 - 厨子健介、上木則安、松村一人、Eunyoung Choi
- 脚本 - 吉高寿男[6]
- 音樂 - 牛尾憲輔[6]
- 人物設定 - 和田直也[6]
- Flash動畫總監 - Abel Gongora
- 道具設定 - 朝井聖子
- 監督/設定輔佐 - 江﨑好繪
- 美術監督 - 赤井文尚、吉川洋史、伊東廣道
- 色彩設計 - 橋本賢[6]
- 攝影監督 - 久野利和[6]
- 音響監督 - 木村繪理子[6]
- 編輯 - 廣瀨清志[6]
- 制作製片人 - Eunyoung Choi
- 系列導演 - 許平康[6]
- 監督 - 湯浅政明[6]
- 動畫制作 - Science SARU[6]

### 主題歌
片头曲「a life」
演唱：大貫妙子、坂本龍一
作詞 ：大貫妙子
作曲 ：坂本龍一
片尾曲「景色」
演唱：花譜
作词、作曲、编曲：
仅第10话使用。

### 各話列表
| 話数   | 日文標題 | 中文標題（香港） | 脚本     | 分鏡                                   | 演出                                      | 作画監督                                                |
| ------ | -------- | ---------------- | -------- | -------------------------------------- | ----------------------------------------- | ------------------------------------------------------- |
| 第1話  |          | 終結之始         | 吉高寿男 | 和田直也                               | 和田直也、長友孝和                        | 和田直也                                                |
| 第2話  |          | 東京，再會了     | 吉高寿男 | 江﨑好繪、湯浅政明                     | 川畑喬                                    | 長田繪里                                                |
| 第3話  |          | 新希望           | 吉高寿男 | 仲澤慎太郎、 江﨑好繪、湯浅政明        | 長友孝和、                                | Park Ma Kan                                             |
| 第4話  |          | 敞開的門         | 吉高寿男 | 中村謙一郎、 江﨑好繪、許平康 湯浅政明 | 村田尚樹                                  | 鐘文山、服部益美 西川真人、南伸一郎                     |
| 第5話  |          | 幻想             | 吉高寿男 | 竹下良平、湯浅政明 江﨑好繪、          | 高木真司                                  | Park Ma Kan                                             |
| 第6話  |          | 預言             | 吉高寿男 | 本間晃                                 | 本間晃                                    | 本間晃                                                  |
| 第7話  |          | 黎明             | 吉高寿男 | 阿部英明                               | 阿部英明                                  | 阿部英明、新井貴宏                                      |
| 第8話  |          | 母親的秘密       | 吉高寿男 | 長友孝和、湯浅政明                     | 長友孝和                                  |                                                         |
| 第9話  |          | 日本沉沒         | 吉高寿男 | 川畑喬、湯浅政明                       | 高木真司、 Kim Hee kang                   | Kwon Yong sang、Won Eun sook Kim Young sub              |
| 第10話 |          | 重生             | 吉高寿男 | 許平康、江﨑好繪 橋本拓明              | 徳野雄士、長友孝和 江﨑好繪、Kim Hee kang | Kim Hee kang、Kwon Yong sang Won Eun suk、Kim Young sub |

## 玩具
- 『OOKUNI & MECHANISM COLLECTION』（青島文化教材社） 在電視劇版中登場的機械（潛水艇、飛機等）的商品化玩具。包含了OOKUNI號、WADATSUMI號、Kermadec號和HAYATOGA號等。
- 『日本沉沒 D1計劃篇』（TAKARA TOMY） 電影翻拍版的MECHANISM COLLECTION（模型）。
- 『海上自衛隊運輸艦SHIMOKITA號』（TAKARA TOMY） 在電影翻拍版中登場的運輸艦「SHIMOKITA號」的1:700模型。

## 軼聞、小知識
- 在1995年，電視劇版的『日本沉沒』曾於福岡一個深夜節目（而非被稱為清晨節目）時段中重播。然而在1月17日，當第2集播放完畢後，隨即就發生了阪神大地震。結果從第3集起的播放計劃被逼中斷了。
- 小說版基本上是將執筆時的那個時代的狀況小說化，設定則為短期的未來內所發生的事情，例如在小說寫作的時候還沒完成建設的設施，在小說中被描述為已經正在運作了（新東京國際機場（現在的成田國際機場）、青函隧道、關西國際機場等等）。除此之外，一些直到目前為止還在構思階段（或者已被中斷）的工程，在小說中則為開始了施工，例如用於第二東海道新幹線的磁懸浮列車系統就是其中一個例子。
- 另外還有一個設定是，在日本沉沒後，翌年日本的人口減少了。奇怪的是，在現實中、電影翻拍版公映的2006年，竟然與這個設定一致（不過，因為在小說版中，日本沉沒的前一年發生了東京大地震，所以人口減少的原因是自然減少還是與天災有關，就不得而知了）。
- 其實還有第3部小說的構思。在2006年，作者於（東京FM廣播電台的一個電台節目）時作出過澄清，但也打趣說「如果著作第3部的話，在第2部中存活的日本人就不得不到太空中去了。這要跟谷甲州（第二部的共同著作人）談談，看看用不用在太空中弄個『巨大人工浮島』來。」。
- 1973年版本的電影是B級電影之王，而負責在美國公映的是Roger William Corman屬下的公司。電影中起用了荷李活的演員來演出後期新增的拍攝部份，但電影的整體長度比原版縮短了相當的時間。
- 在日本放送電台版的廣播劇中，小野寺的名字變成了「（日本漢字不明）」，而非「俊夫」。
- 日本漫畫家川口開治亦有類似題材的漫畫——《太陽默示錄》，但加入了不少政治方面的元素。

## 相關詼諧作品
- 日本以外全部沉沒

筒井康隆著作的詼諧小說。在日本沉沒於第5回星雲賞（日本長篇組）獲獎的同時於第5回星雲賞（日本短篇組）獲獎。2006年、乘『日本沉沒』翻拍的機會，宣布將小說拍成電影。
- 日本沉×

橫田順彌的胡鬧詼諧小說
- 日本家園沉沒

配合翻拍電影版而推出的詼諧漫畫集。這是以「當（作家們的）故鄉沉沒時？」這個概念而作成的（只以當某個特定的區域沉沒時為準）。該漫畫集的特色，是作品來自廣泛類型的作家，從為科幻小說迷所熟悉的鶴田謙二與吾妻秀夫到石井壽一（吉卜力動畫《隔壁的山田君》原作者）都有。
- SMAP×SMAP（詼諧電視節目）

草彅剛於2006年的電影翻拍版中演出，而該電影的詼諧短篇故事版「日本陷沒」亦於此節目內播放。
- Keroro軍曹

其中一集以「日向家沉沒」為題，講述因地下基地的擴張工程，令其上的地盤變得鬆散，更導致日向家的屋子沉降的故事。最後，由安哥爾·摩亞所執行的一個行動成功讓日向一家逃難。然而，地下基地卻因這次意外而變得滿布泥濘，Keroro的高達模型也因此而消失於被液化的地面之中。

## 關連項目
- 地球號

## 引用
1. ↑  . ORICON NEWS. 2020-11-26  [2021-03-06]. （原始内容存档于2021-01-16） （日语）.
2. ↑  . ORICON NEWS. 2021-08-16  [2021-08-16]. （原始内容存档于2021-12-18） （日语）.
3. 1 2 3 4 5  . . . 2020-05-29  [2020-05-29]. （原始内容存档于2020-09-17）.
4. ↑  . . 2019-10-09  [2019-10-09]. （原始内容存档于2020-10-22）.
5. ↑  [.   [2020-07-10]. （原始内容存档于2021-01-16）. ]
6. 1 2 3 4 5 6 7 8 9 10 11 12 13 14 15  . . . 2020-03-26  [2020-03-26]. （原始内容存档于2020-03-26）.
7. 1 2 3 4  .  (). 2020-06-12  [2020-06-12]. （原始内容存档于2020-09-27）.
8. ↑  .  (). 2020-06-25  [2020-06-25]. （原始内容存档于2020-09-17）.
9. ↑  Inc, Natasha. . 音楽ナタリー.   [2021-11-03]. （原始内容存档于2021-12-18） （日语）.

## 外部連結
- 日本沉沒官方網站（2006年翻拍電影版）（Internet Archive存檔）
- 東京大學地震研究所 有關「日本沉沒」與地球科學的問與答角落
- 在Netflix上觀看《日本沉沒2020》